# NGC 2174
NGC 2174は、オリオン座の方角にある輝線星雲のHII領域である。モンキー星雲とも呼ばれる。散開星団NGC 2175を取り囲んでいる。地球からは約6,400光年離れていると考えられている。この星雲は、階層崩壊によって形成された可能性があると考えられている。

## ハッブル宇宙望遠鏡24周年記念画像 (2014年)

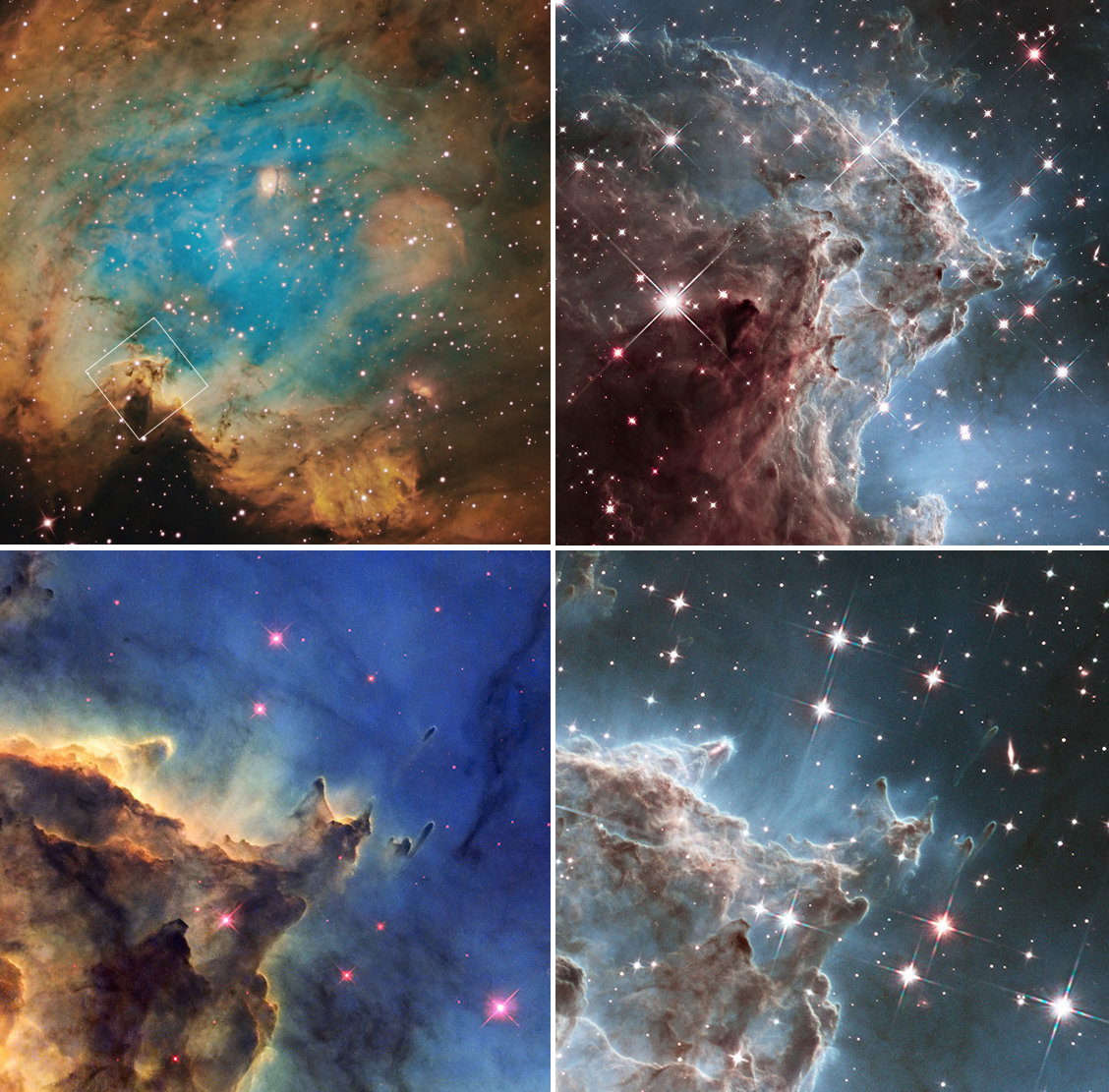
24周年記念画像（2014年）。モンキー星雲の赤外線画像集。NGC 2174 と Sharpless Sh2-252を含む。